# St. Matthäus (Medelby)

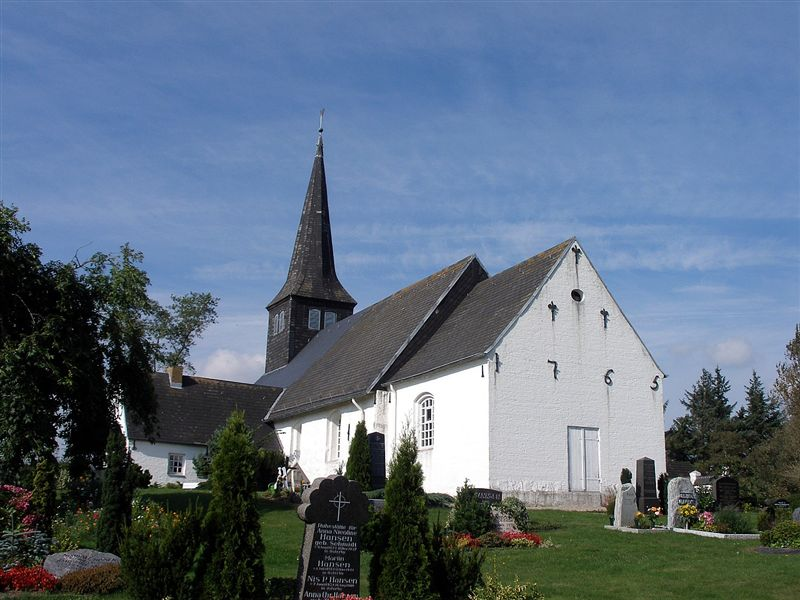
Kirche St. Matthäus mit Kirchhof.

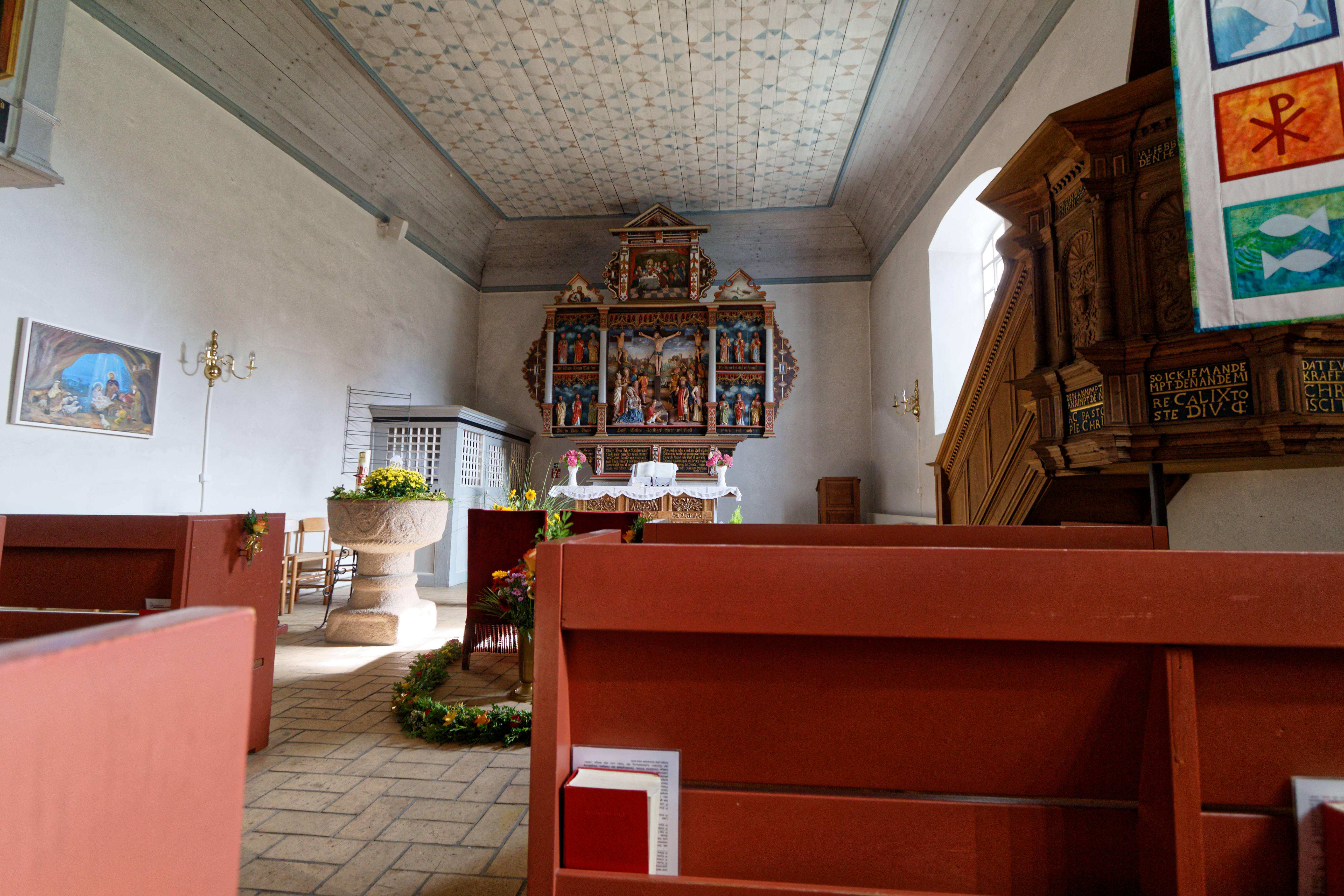
Innenraum.

St. Matthäus ist eine evangelisch-lutherische Kirche in der Gemeinde Medelby im Kreis Schleswig-Flensburg.

## Bau und Ausstattung
Die Kirche wurde ungefähr im Zeitraum 1150–1200 auf einem Hügel am Nordrand des Dorfes errichtet. Sie ist nach dem Evangelisten Matthäus benannt. Die Kirche wurde aus geschichtlichen, künstlerischen, städtebaulichen Gründen und als prägend für die Kulturlandschaft unter Denkmalschutz gestellt und ist ein Kulturdenkmal Medelbys. Zudem wurden Teile der Kirchenausstattung sowie der Kirchhof mit unter Denkmalschutz gestellt.

### Der Kirchenbau von außen
Die Kirche war so gestaltet, dass sie ursprünglich möglicherweise auch als Wehrkirche beziehungsweise „Fluchtkirche“ gedient haben könnte. Sie wurde aus Feldsteinen gebaut. Auf der Nordseite befinden sich noch die kleinen hochgelegten, rundbogigen, romanischen Fenster. Die Kirche besaß früher zwei Eingänge. Über den noch erhaltenen südlichen Eingang betraten früher nur die Männer die Kirche. Die Eingangstür auf der Nordseite, die heute zugemauert ist, wurde von den Frauen benutzt. Eine weitere Tür auf der Ostseite beim Altarraum diente früher möglicherweise Menschen, die ansteckende Krankheiten hatten. Vermutlich konnte ihnen das heilige Abendmahl nach draußen gereicht werden. Heute dient diese Tür als Notausgang.
Der heutige steinerne Glockenturm hatte vermutlich einen hölzernen Vorgänger, der sich ebenfalls auf der Westseite, der Wetterseite, befand und der im Laufe der Jahrhunderte auf Grund der Witterungsverhältnisse erneuert werden musste. Im Jahr 1709 brach die Westwand zusammen. Im Zuge des Wiederaufbaus wurde die Kirche nach Westen verlängert. 1753 wurde der südliche Vorbau der Kirche hinzugefügt, welcher auch „Karnhaus“ genannt wird, weil dort die Menschen dem Gottesdienst beiwohnen könnten, die einer Kirchenbuße unterlagen und deshalb nicht die geweihte Kirche betreten durften. Es ist zum Teil aus Steinen erbaut, die von einer alten Marienkapelle in Strichsand etwa in der Mitte des Weges zwischen Flensburg und Tondern stammen.
Ihre heutige Gestalt erhielt die Kirche im Jahr 1765. Damals wurde der romanische Chor durch einen neuen, deutlich größeren Altarraum aus Backstein ersetzt, so dass eine sich nach Osten hin verjüngende trapezförmige Saalkirche entstand. Auch der heutige Kirchturm, in Form eines Giebelturmes, wurde errichtet. An der Turmwand wurde das Monogramm des damaligen Landesherrn, des dänischen Königs Friedrich V. angebracht. Unter dem Monogramm sind mehrere Zieranker angebracht, vier, die das Jahr „1765“ bilden, sowie sieben weitere Initialen: „LVK“, „RP“  und „JB“. Sie stehen für die damaligen Bauherren „LVK“ „Ludwig von Königstein“, den Amtmann von Tondern, „RP“ für „Reimarus Präpositus“, den als Hauptpastor von Tondern für Medelby zuständiger Propst, sowie „JB“ für Johannes Boethius, den damaligen Gemeindepastor. Im Volksmund werden die Initialen mit dem dänischen Spruch „lad vor kirke ro på jesu bryst“, zu deutsch: „lass unsere Kirche an Jesu Brust ruhen“, gedeutet.
Die Kirche umgibt ein Kirchhof mit Feldsteinmauer, der durch drei gemauerte Tore aus dem 18. Jahrhundert betreten wird.

### Ausstattung

#### Taufbecken

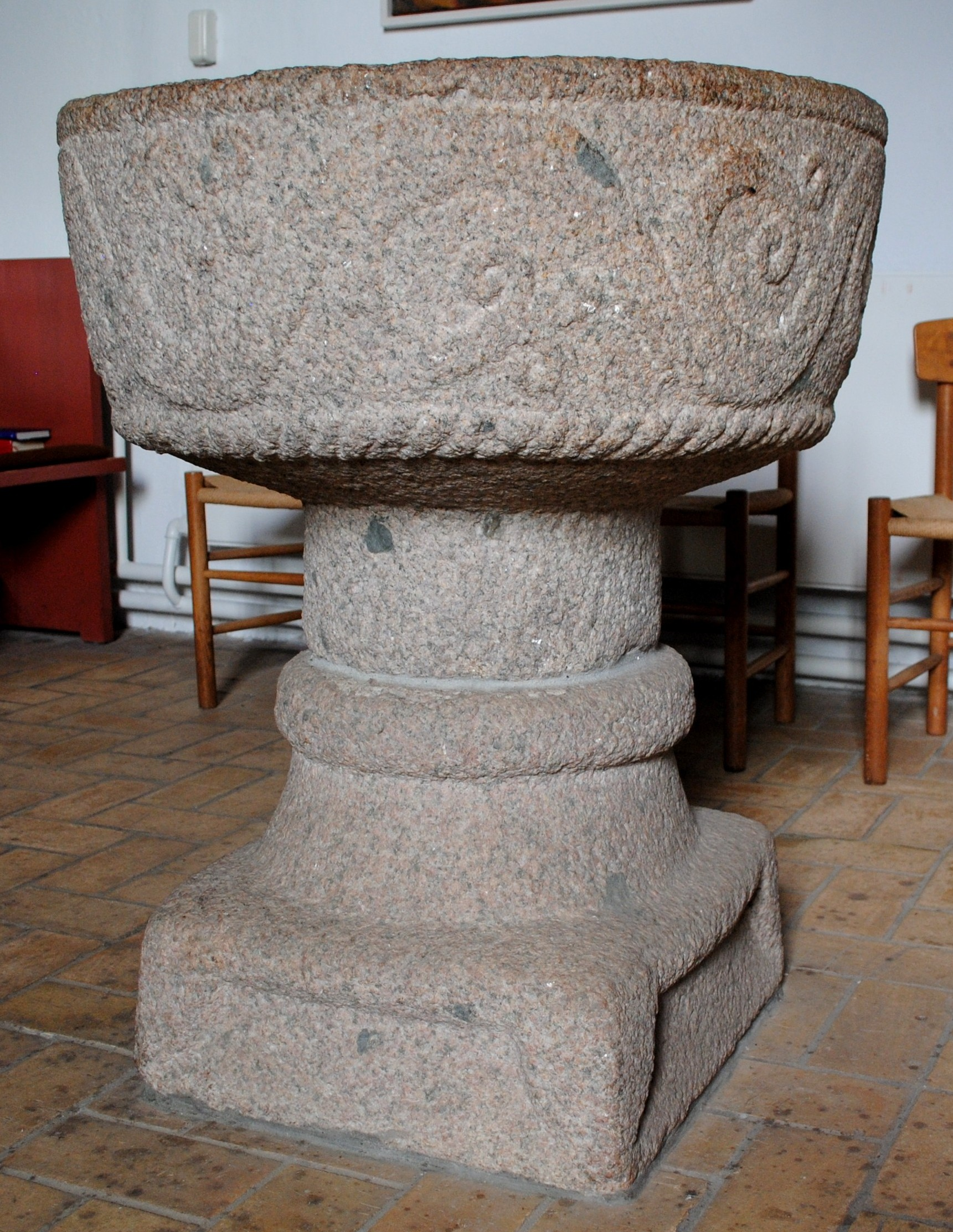
Granittaufe mit Rankenreliefs aus dem 12. Jh.

Das Taufbecken aus Granit stammt aus dem 12./13. Jahrhundert. Es ist eines der Taufbecken in Nordschleswig, die ganz oder teilweise mit Ranken geschmückt sind. Mit Sockel, Schaft und Kuppa hat es eine Gesamthöhe von 95 cm. An der Wandung der Kuppa sind diese Ranken deutlich sichtbar, die im ursprünglichen Sinn den Lebensbaum symbolisieren. Er wächst aus der Paradiesquelle, die als Gottes Wort und Wirken gedeutet wird. Es ist belegt, dass die Kirchengemeinde 1904 einen Taufsteinfuß aus Granit dem städtischen Museum in Flensburg hat zukommen lassen. Der Fuß hatte sechs Seiten und eine Größe von 54 × 50 cm.

#### Schnitzaltar
Der dreiteilige gotische Schnitzaltar stammt aus dem Ende 15. Jahrhundert. 1630 wurde der Altar im Stil der Spätrenaissance architektonisiert und farblich neu gefasst. Aus dem dreiteiligen Klappaltar wurde ein barockisiertes Retabel. Die ursprüngliche Predella wurde ausgetauscht. Das Altarblatt zeigt eine figurenreiche Kreuzigungsszene, deren Hintergrund im Jahr 1766 von Sönnich Hinrichsen aus Abro kunstvoll bemalt wurde. Er war ein Bauer, der sich autodidaktisch Malen beigebracht hatte. Vor einem blauen wolkenreichen Himmel erschuf er eine mittelalterliche Stadt mit einer durch Reiter und Bäume eingearbeiteten lebendigen Kulisse. In die Predella wurden die Abendmahlsworte geschrieben. Unter den mit gotischem Maßwerk verzierten Baldachinen sind neben dem Altarblatt auch vier Tafeln mit den Figuren der zwölf Apostel vorhanden. Im Giebelaufsatz ist eine Ädikula mit dem Gemälde des Abendmahls geschaffen, die von zwei mit Voluten und Dreiecksgiebeln gerahmten Feldern flankiert werden. In ihnen werden die Symbole der Dreieinigkeit, Kreuz, Kugel und Taube, sichtbar gemacht. Umfangreiche Konservierungs- und Restaurierungsarbeiten konnten im Jahr 1998, unter der Leitung von U.Lemaitre, zahlreiche Schadstellen beseitigen. Eine Besonderheit ist die Golgatadarstellung. Die Kreuzigungsszene im Hauptfeld löste die bis dahin festgelegte Form der Darstellung mit einer Zweiteilung der Gruppen, die Freunde und die Feinde Christi, ab. Erstmals wurde in Schleswig-Holstein, in den Kirchen Schwesing, Ording und Medelby, an zentraler Stelle des Schreins die Figur des Titulusschreibers gesetzt. Mit dieser Zäsur wurde erstmals statt der Zweier- eine Dreiergruppe geschaffen. Nach dem Evangelium des Johannes ist der Schreiber nur ein Vertreter des Pontius Pilatus. In dieser sich später erweiternden Figurenanordnung sitzt in dieser Szene der Schreiber allein direkt unter dem Kreuz.

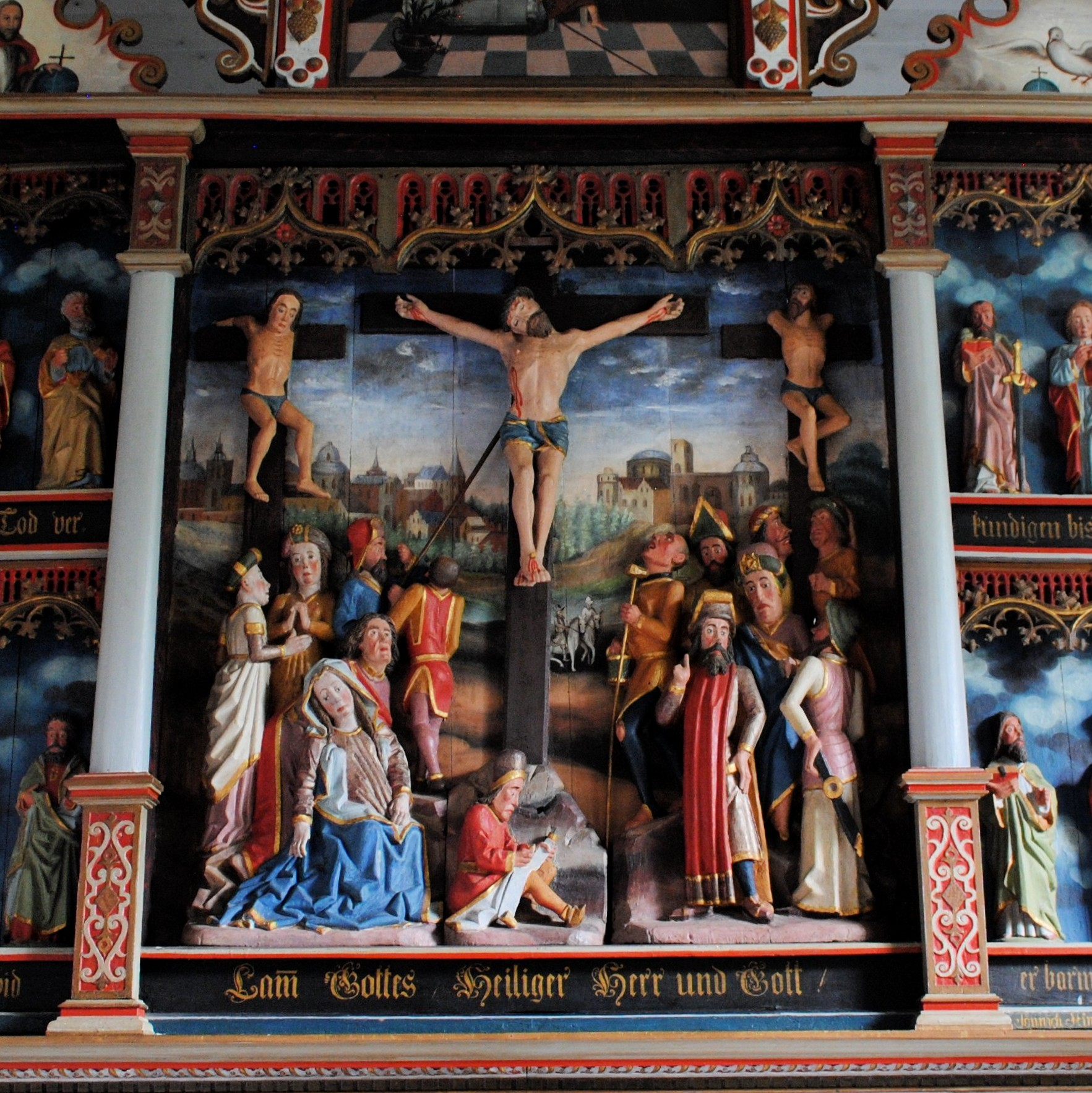
Altarblatt mit Kreuzigungsszene

#### Antemensale
Aus dem Jahr 1580 stammt ein Antemensale aus Eichenholz. Diese Stipesvorsatztafel zeigt in ihrer Gesamtwirkung eine wunderbare Einheitlichkeit. Wenn man genauer hinsieht, ergibt sich, dass es sich hier nur um die drei großen Arkadenfelder handelt. Der darüber liegende schmale Fries zeigt drei Flachfelder mit verschiedenen Dekorschnitzereien. Ebenso ist es mit den Kopffeldern. Drei unterschiedliche Schnitzarbeiten zeigen die Vielfalt dieses Antemensale. Dass hier auch Reparaturen vorgenommen wurden, belegen zwei aus anderem Holz eingesetzte Ersatzstücke, die sich im schmalen Fries befinden.

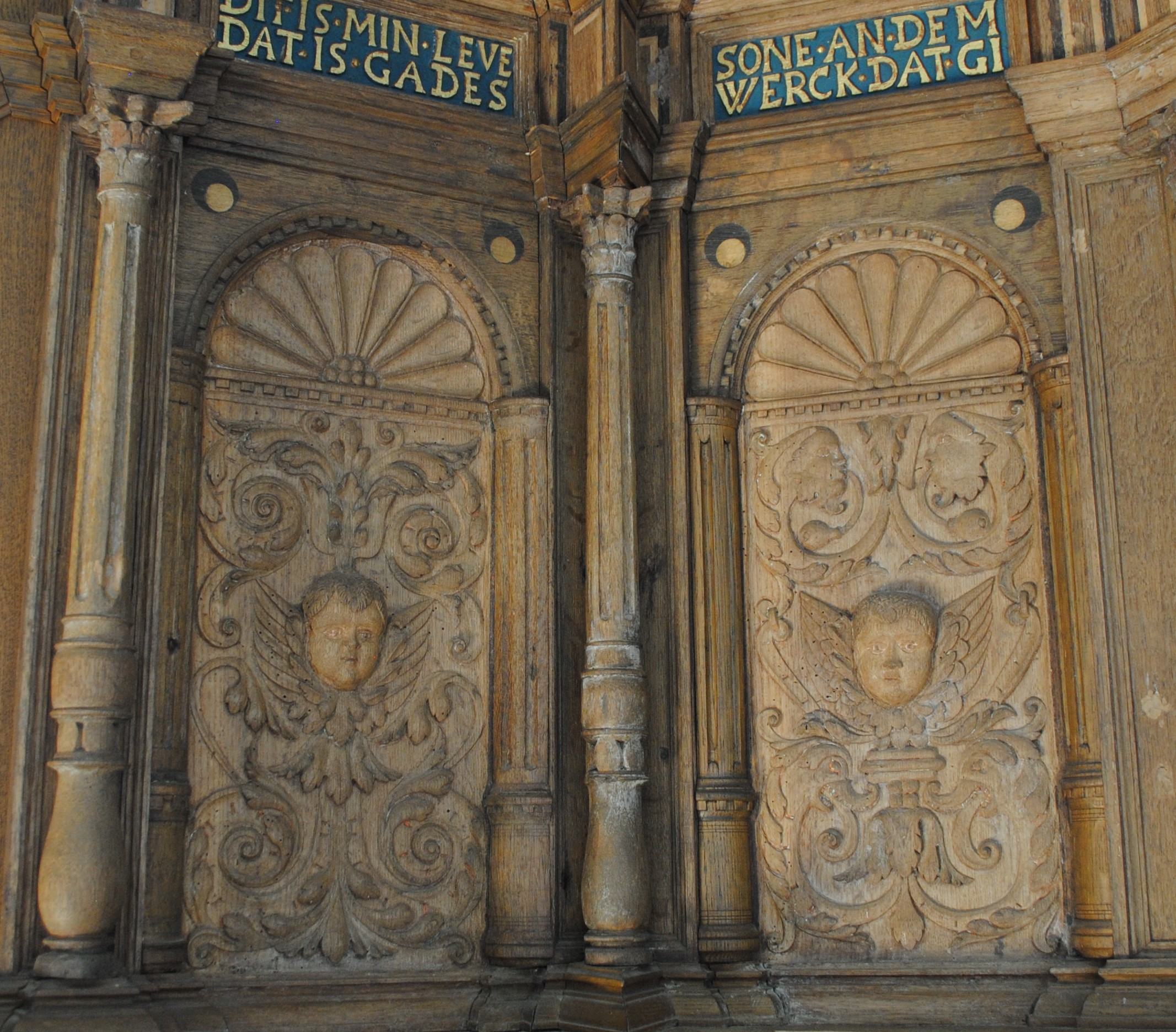
Brüstungsfelder des Kanzelkorbes

#### Altarleuchter
Die beiden Leuchterpaare stammen aus dem 17. bzw. 18. Jahrhundert. Aus dem Jahr 1630 mit reich profilierter Hantelform und aus dem Jahr 1740/1759 mit drei Volutenfüßen und schlanken Balusterschaft.

#### Triumphkreuz
Die an der Südwand angebrachte Kreuzigungsgruppe mit den Symbolen der Evangelisten an den Kreuzarmen sowie Maria und Johannes neben dem Kreuz stammen aus dem frühen 16. Jahrhundert. Die vergoldeten Endscheiben mit den mit Flügeln und Namensbändern ausgestatteten Symbolen der Evangelisten und das vergoldete Lendentuch Jesu zeigen in ihrer Wirkung eine wunderbare Symmetrie. Auffällig ist die ungewöhnlich starke Muskulatur des Jesus-Corpus besonders an Brust und Latissimus. Maria ist in einer betenden Haltung dargestellt, während Johannes zu weinen scheint und sich die Tränen aus dem Auge wischt. Die Triumphkreuzgruppe wechselte mehrfach ihren Platz in der Kirche. Das Kreuz wurde mehrmals übermalt und einige Male nach Beschädigungen repariert. Der Titulus, der auf älteren Bildern noch vorhanden war, ist verschollen. Die Fassung des Kruzifixus ist eine Rekonstruktion der mittelalterlichen Bemalung durch den Restaurator Peter Gloy (1970). Die ursprüngliche Bemalung der Figuren von Maria und Johannes ist bis auf Reste verloren. Das Triumphkreuz zeigt große Ähnlichkeiten mit mehreren weiteren Kreuzen im ehemaligen Herzogtum Schleswig, beispielsweise mit den Triumphkreuzen in der Kirche Großsolt und in der St.-Marien-Kirche in Boren. Es ist davon auszugehen, dass diese und weitere Stücke aus derselben in Schleswig oder Flensburg ansässigen Werkstatt stammen.

#### Kanzel
Die Kanzel stammt aus dem Jahr 1581. Die fünf geschnitzten Relieffelder wirken mit ihren mittig platzierten Engelsköpfen sehr einheitlich, doch es zeigen sich bei genauerem Hinsehen Unterschiede. In den von Säulen flankierten Feldern lassen sich Variationen von Akanthusblattwerk, Ranken und auch Drachen und menschenähnliche Wesen entdecken. Im Jahre 1631 wurde die Kanzel um zwei Felder erweitert. Darunter stehen die Namen der Stifter der Erweiterung, darunter der Theologe Georg Calixt, Sohn des langjährigen Pastors Johannes Callsen (1538–1618, seit 1568 in Medelby), der die beiden Ergänzungsfelder stiftete. Das in den Namen versteckte Chronogramm weist auf das Jahr 1631 als Datum der Stiftung hin. Die farbige Bemalung und der Schalldeckel wurden bei der Renovierung 1969 entfernt. Farbreste sind teilweise noch gut zu erkennen.

#### Emporenmalerei

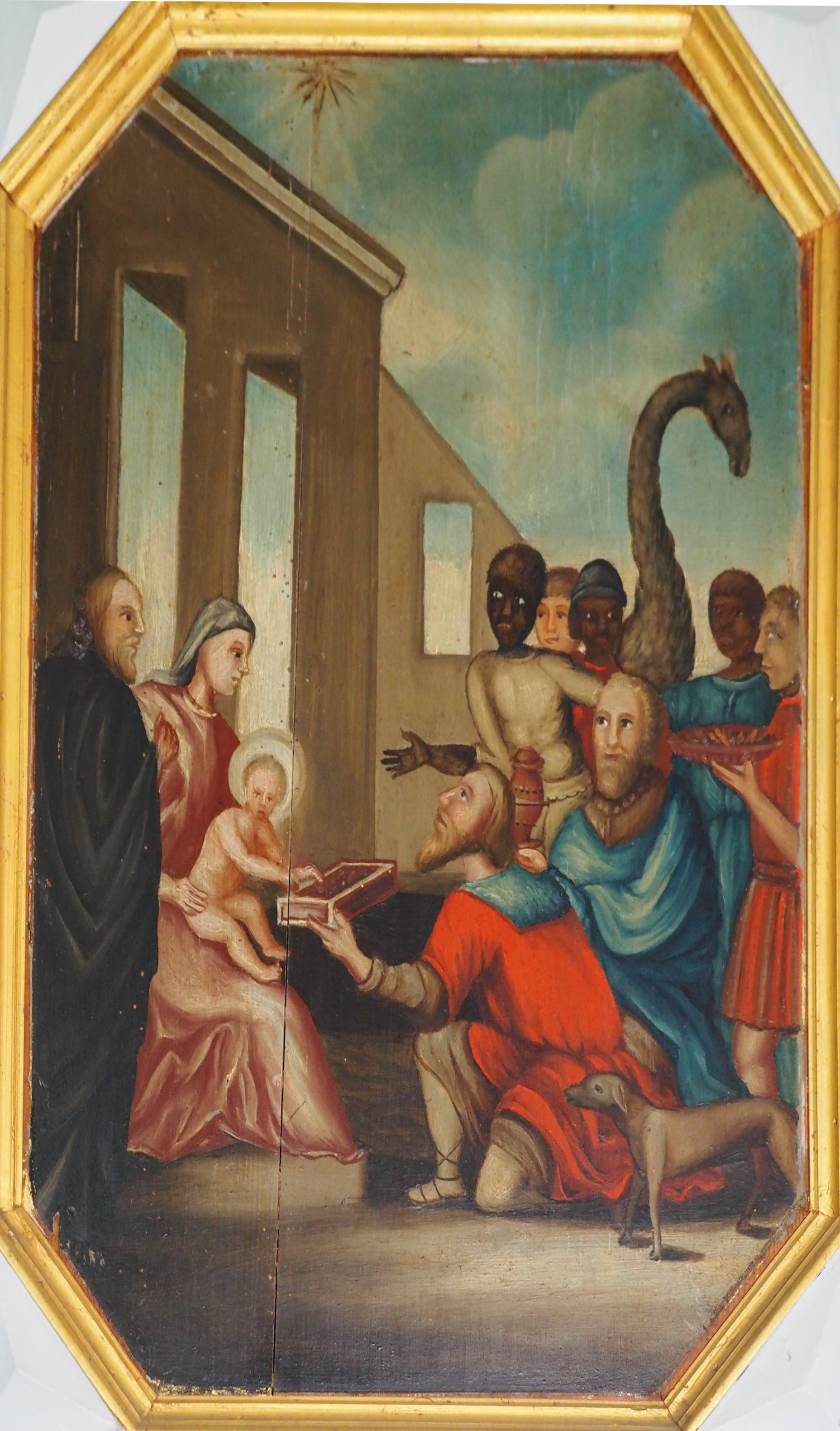
Emporenmalerei von 1734

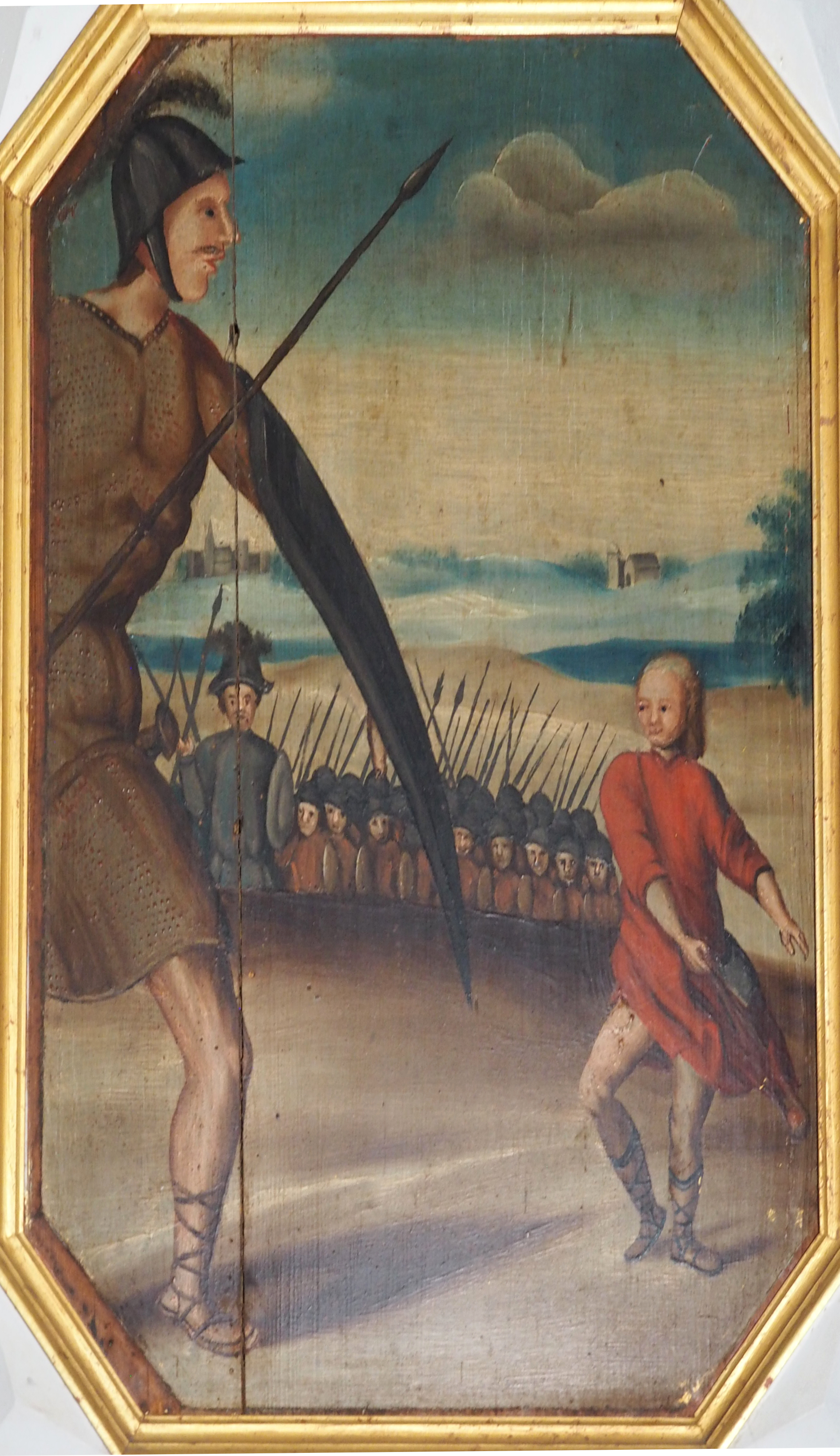
David und Goliath

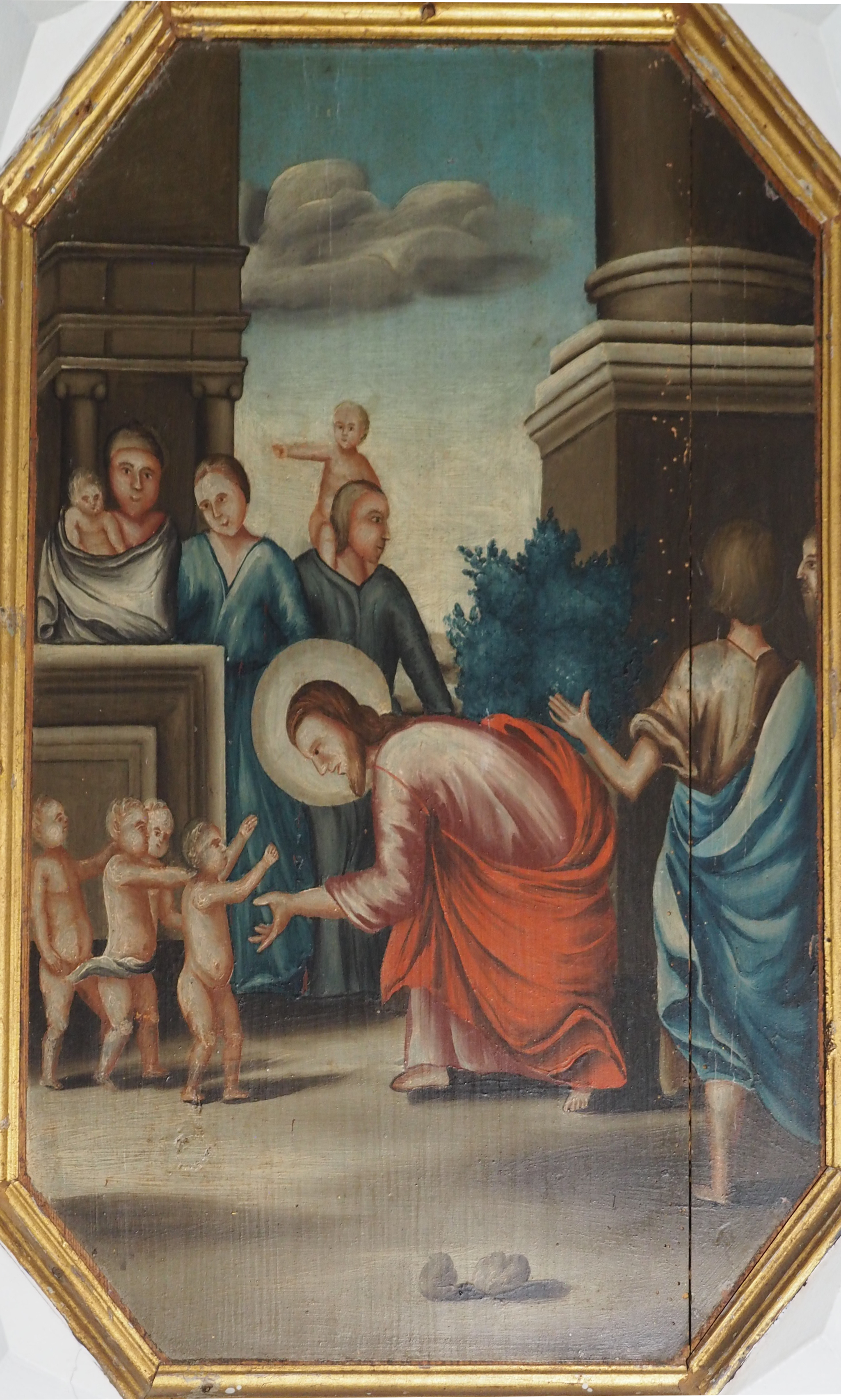
Jesus und die Kinder

An der Empore  der Nord- und Westwand von 1734 sind 33 Bilder angebracht, die der oben erwähnte Sönnich Hinrichsen malte. Sie zeigen Szenen aus der Bibel von der Schöpfung bis zur Himmelfahrt Christi. Sie sind mit profilierten vergoldeten Holzleisten eingefasst. In Schrifttafeln unter den Bildern sind die zugehörigen Bibelzitate, gold auf schwarz, eingearbeitet. Der Hinweis auf jeweilige Bibelstelle findet sich über der Malerei.
Einige Bilder ähneln den Icones biblicae von Matthäus Merian, allerdings in spiegelverkehrter Form. Auch die Darstellung der Kamele scheint durch die Merianbibel beeinflusst zu sein. 
- 1. Schöpfung: Ohne Bibelvers, nach einer Vorlage von Joachim von Sandrart, verkehrt herum aufgehängt.
- 2. Der Sündenfall: Ohne Bibelvers.
- 3. Die Sintflut: Ohne Bibelvers, nach einer Vorlage von Matthäus Merian, seitenverkehrt dargestellt.
- 4. Drei Männer bei Abraham: Ohne Bibelvers, nach einer Vorlage von Matthäus Merian.
- 5. Isaaks Opferung: Nach einer Vorlage von Matthäus Merian.
- 6. Kampf am Jabbok: Nach einer Vorlage von Matthäus Merian, seitenverkehrt dargestellt.
- 7. Mose empfängt die Gesetzestafeln.
- 8. Die Eherne Schlange: Nach einer Vorlage von Matthäus Merian, seitenverkehrt dargestellt.
- 9. David und Goliath: Ähnlich der Darstellung in Großsolt.
- 10. Jona und der große Fisch: Nach einer Vorlage der "Biblia ectypa" von Christoph Weigel.
- 11. Der Engel bei Maria. Nach einer Vorlage von Matthäus Merian, seitenverkehrt dargestellt.
- 12. Die Geburt im Stall.
- 13. Die Anbetung der Weisen.
- 14. Bild: Simeon: Ähnlich den Darstellungen in Eggebek und Sörup.
- 15. Taufe Jesu: Nach einer Vorlage von Matthäus Merian, seitenverkehrt dargestellt.
- 16. Die Hochzeit zu Kana
- 17. Verklärung Jesu:  Ähnlich den Darstellungen in Eggebek und Großsolt
- 18. Jesus nimmt die Kinder an.
- 19. Die zehn klugen Jungfrauen.
- 20. Das Gleichnis vom Weltgericht 1
- 21. Gleichnis vom Weltgericht 2
- 22. Der Einzug nach Jerusalem
- 23.: Gethsemane
- 24. Gefangennahme Jesu.
- 25. Kaiphas.
- 26. Geißelung.
- 27. Dornenkrönung.
- 28. Jesus trägt das Kreuz.
- 29. Kreuzigung. Ähnlich den Darstellungen in Großsolt und Husby
- 30. Grablegung.
- 31. Auferstehung. Ähnlich der Darstellung in Großsolt.
- 32. Die Emmausjünger.
- 33. Himmelfahrt: Ähnlich der Darstellung in Großsolt.

#### Orgel
Die ebenerdig neben der Empore an der Westwand stehende Orgel von Marcussen & Søn wurde 1895 gebaut. Nach einem Wasserschaden wurde sie von der Firma Kemper in Lübeck 1969 umgebaut. Bereits 1987 war ein weiterer Umbau durch die Orgelbaufirma Becker aus Kupfermühle/Holstein notwendig. 2011 fand die letzte Sanierung durch Orgelbau Paschen in Kiel statt.

## Sage vom Kirche bauenden Riesen von Medelby
Eine Sage berichtet, dass diese Kirche einst von einem Riesen gebaut wurde, während zeitgleich ein anderer Riese in Großenwiehe ebenfalls eine Kirche (die St.-Laurentius-Kirche) baute. Da sie nur einen Hammer zum Behauen der Steine besaßen, warfen sie sich den Hammer bei Bedarf gegenseitig zu. Bei einem der Würfe beschädigten sie den Turm der Wallsbüller Kirche, weshalb diese heutzutage nur einen niedrigen, gesonderten Glockenturm besitzt. – Zudem soll ein anderer Riese, nämlich der aus Handewitt, der Sage nach versucht haben, mit einem von ihm geschleuderten Stein die Kirche von Medelby zu treffen, aber diese verfehlt haben. Den Stein soll man noch immer in Medelby sehen können.